# Assis Valente
Pour les articles homonymes, voir Valente.
José de Assis Valente, né le 19 mars 1911 à Santo Amaro et mort le 6 mars 1958 à Rio de Janeiro, est un illustrateur et compositeur brésilien.
Il se fait connaître en composant plusieurs tubes pour Carmen Miranda, ainsi que la chanson Brazil Pandeiro, qu'elle refuse, mais qui devient un énorme succès pour Anjos do Inferno et surtout pour Novos Baianos.
Il est considéré comme un pionnier de la musique populaire au Brésil, ayant créé les chansons typiques des fêtes de juin (comme Cai, Cai, Balão ) et de Noël (comme Boas Festas), toutes deux datant de 1933 et étant connu comme l'auteur de d'un hymne à la samba et au peuple brésilien, Brasil Pandeiro.
Endetté, il se suicide.

## Biographie
José de Assis Valente naît dans l'État de Bahia, le 19 mars 1911. Il est le fils de José de Assis Valente et de Maria Esteves Valente. Selon son histoire, il a été enlevé à ses parents alors qu'il était encore enfant, puis confié à une famille de Santo Amaro, qui lui a donné une éducation tout en le forçant à travailler, ce qui était épuisant.
À l'âge de six ans, il déménage à nouveau et est élevé par Georgina et Manoel Cana Brasil, un dentiste d'Alagoinhas. Assis Valente fait des travaux ménagers à contrecœur, mais lorsque le couple déménage dans la capitale de Bahia, il trouve rapidement un emploi à l'hôpital Santa Izabel et, grâce à ses compétences, il est engagé par le frère de son père adoptif, un médecin qui dirige la maternité de Bahia. C'est là qu'il montre son talent et qu'il est inscrit au Liceu de Artes e Ofícios da Bahia afin qu'il se perfectionne en dessin et en sculpture, partageant son temps entre le travail et les études.
À la même époque, un prêtre l'invite à travailler dans un hôpital catholique de la ville de Senhor do Bonfim dans l'arrière-pays, mais lorsqu'il récite des vers anticléricaux du poète Guerra Junqueiro lors d'une fête populaire, il est renvoyé. Il rejoint alors le Circo Brasileiro, où il récite des vers de grands poètes et improvise.

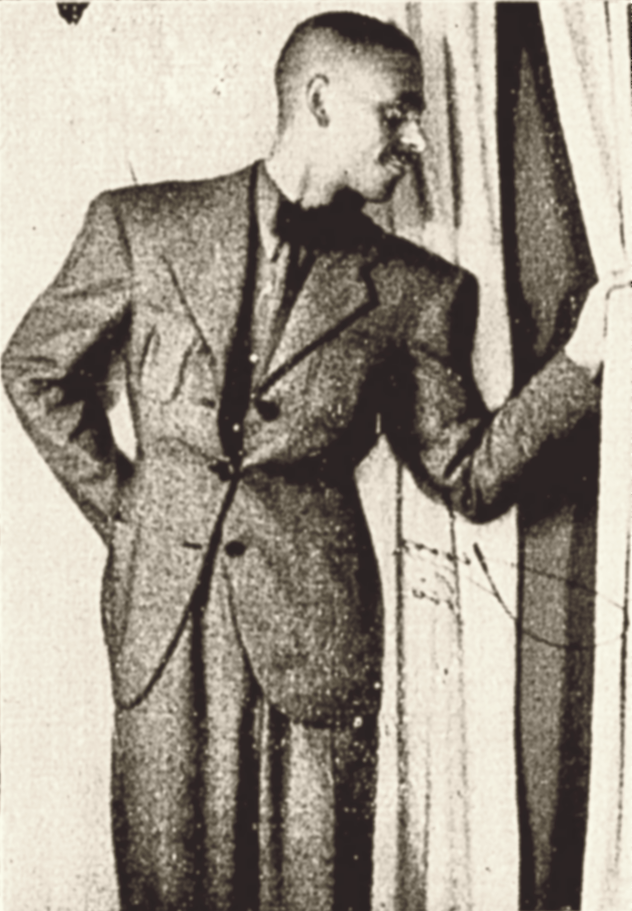
Assis Valente en 1939.

En 1927, il s'installe à Rio de Janeiro, où il travaille comme prothésiste et parvient à publier quelques dessins dans des revues telles que Shimmy et Fon-Fon.
Dans les années 1930, il compose ses premières sambas, fortement encouragé par Heitor dos Prazeres. Nombre de ses compositions connaissent le succès dans les voix des grands interprètes de l'époque, tels que Carmen Miranda, Orlando Silva, Carlos Galhardo et bien d'autres. Son admiration pour Carmen le pousse même à essayer d'apprendre à jouer, pensant que son professeur est le père adoptif de la chanteuse - ce qui n'est pas vrai. Cette passion ne l'empêche pas de composer plusieurs chansons pour elle, qui figurent toujours sur ses disques.
À la suite d'une dette contractée auprès d'Elvira Pagã, Assis Valente tente pour la première fois de se suicider en se taillant les veines. Elvira avait chanté certains de ses succès avec sa sœur.
En 1938, il annonce même qu'il met fin à sa carrière de compositeur ; cette année-là, le magazine Carioca écrit un article en son honneur : « Assis Valente est sans doute l'une des plus grandes révélations de la samba de ces dernières années. Son nom est apparu en un instant. Il a grandi rapidement (...) Pendant longtemps, il a été l'"as" de la musique populaire. Il ne se passait pas une revue sans qu'une ou plusieurs de ses chansons ne soient incluses dans la pièce. C'était sans fin. ».
Il épouse Nadyli da Silva Santos le 23 décembre 1939. Le 13 mai 1941, il tente à nouveau de se suicider en sautant du Corcovado – une tentative qui échoue car sa chute est amortie par les arbres. En 1942, sa fille unique, Nara Nadyli naît, après quoi il se sépare de sa femme.

### Suicide
Désespéré par ses dettes, Assis Valente se rend au bureau des droits d'auteur dans l'espoir d'obtenir de l'argent. Il n'obtient qu'un tranquillisant. Il téléphone à ses employés pour leur donner des instructions en cas de décès, puis à deux amis pour leur faire part de sa décision. Assis sur un banc dans la rue, il ingère un produit anti-fourmi, laissant dans sa poche une note à la police, dans laquelle il demande à son collègue compositeur et ami Ary Barroso de lui payer deux arriérés de loyer. Il meurt à six heures du soir. Dans la note, le dernier "couplet" :
" Je vais arrêter d'écrire, parce que je pleure parce que tout le monde et tout me manque. "

## Composition et poésie
Son travail était l'un des plus fructueux de la musique, et il composait presque une chanson par jour - dont beaucoup étaient vendues à bas prix à d'autres personnes, qui étaient alors citées comme auteurs. Son premier succès, en 1932, fut « Tem Francesa no Morro », interprétée par Aracy Cortes. Il est également l'auteur de pièces de revue, comme " Rei Momo na Guerra ", à partir de1943, en partenariat avec Freire Júnior.
Après sa mort, il est tombé dans l'oubli, pour être finalement redécouvert dans les années 1960, et réenregistré dans les voix de grands interprètes de la MPB, comme Chico Buarque, Maria Bethânia, Novos Baianos, Elis Regina, Adriana Calcanhoto, Ná Ozzetti, Luciano Mello, etc.

### Extraits
Ses chansons ont souvent été réenregistrées, même après sa mort, et ont atteint des générations successives au Brésil. Ses compositions ont un contenu poétique qui cherche à émouvoir, certaines ayant un contenu plus réfléchi. Quelques exemples:
« 

Já faz tempo que eu pedi

Mas o meu Papai Noel não vem

Com certeza já morreu

Ou então felicidade

É brinquedo que não tem
 »
— Extrait de Boas Festas.
« 

Chegou a hora dessa gente bronzeada mostrar seu valor

Eu fui à Penha e pedi à padroeira para me ajudar

Salve o Morro do Vintém, pendura a saia que eu quero ver

Eu quero ver o Tio Sam tocar pandeiro para o mundo sambar
 »
— Extrait de Brasil Pandeiro.

### Musicographie
Son abondante production a permis de populariser des expressions qui ont été parlées dans tout le Brésil, comme « Deixa estar, jacaré » –ou qui ont été jouées en boucle au fil des ans, comme « Cai, Cai, Balão ». Ses principaux succès sont:
| Composition                   | Partenariat                        | Année | Style  | Interprète                       |
| ----------------------------- | ---------------------------------- | ----- | ------ | -------------------------------- |
| A Folia Chegou                | —                                  | 1938  | marcha |                                  |
| A Infelicidade me Persegue    | —                                  | 1936  | samba  | Sônia Carvalho; Dora Lopes       |
| A Rosa e Vento                | —                                  |       | samba  |                                  |
| A Saudade me Viu              |                                    | 1938  | samba  | Bando da Lua                     |
| A Semana Findou               |                                    | 1950  | samba  |                                  |
| A Vida é Boa                  | Herivelto Martins e Francisco Sena | 1934  | marcha |                                  |
| Abre a Boca e Fecha os Olhos  |                                    | 1933  | samba  | Moreira da Silva                 |
| Acabei a Paciência            |                                    | 1933  | samba  | Jaime Vogeler                    |
| Acorda, São João              |                                    | 1934  | marcha | Carmem Miranda, Moraes Moreira   |
| Adivinhação                   | —                                  | 1936  | marcha | Bando da Lua                     |
| Boneca de pano                | —                                  | 1950  | samba  | Carmen Costa                     |
| Brasil Pandeiro               | —                                  | 1940  | samba  | Bando da Lua                     |
| Cai, Cai, Balão               | —                                  | 1933  | marcha | Francisco Alves e Aurora Miranda |
| Camisa Listrada               | —                                  | 1937  | choro  | Marlene                          |
| E o Mundo Não se Acabou       | —                                  | 1938  | choro  | Marlene                          |
| Este Samba Foi Feito pra Você | Humberto Porto                     | 1935  | samba  |                                  |
| Fez Bobagem                   | —                                  | 1942  | samba  |                                  |
| Good Bye, Boy                 | —                                  | 1933  | marcha | Carmen Miranda                   |
| Tem Francesa no Morro         | —                                  | 1932  | samba  | Araci Cortes                     |
| Uva de Caminhão               | —                                  | 1939  | samba  | Marlene                          |

## Discographie posthume et postérité
Quatre albums posthumes rassemblent les œuvres du compositeur :
- Assis Valente (1970) - RCA/Abril Cultural 33/10 pol
- Assis Valente (1977) - Abril Cultural 33/10 pol.
- Assis Valente (1989) - FUNARTE LP
- Assis Valente com Dendê - Sons da Bahia (Secretaria da Cultura e Turismo da Bahia - Bahiatursa); Salvador, 1999.

En 1956, l'album Marlene Apresenta Sucessos de Assis Valente a été publié par la chanteuse Marlene. En 1977, Rede Globo lui consacre un programme entier dans la série Brasil Especial. Dans les années 1980, le même radiodiffuseur a utilisé le titre d'une de ses compositions pour intituler un programme - Brasil Pandeiro - présenté par l'actrice Beth Faria.
- Brasil Pandeiro - Assis Valente, publié par Ed. Irmãos Vitale (Collection "Canta um Conto", 2004,  (ISBN 8574071730)) présente une partie de l'œuvre du grand compositeur.